# Nipponothrix aculea
Nipponothrix aculea är en mångfotingart som beskrevs av Shear och Tanabe 1994. Nipponothrix aculea ingår i släktet Nipponothrix och familjen Metopidiotrichidae. Inga underarter finns listade i Catalogue of Life.